# Neira (Kolumbien)
Neira ist eine Gemeinde (municipio) im Departamento Caldas in der Kaffeeanbauregion Kolumbiens.

## Geographie
Neira liegt auf einer Höhe von 1969 Metern. Die Jahresdurchschnittstemperatur beträgt 18 °C. Neira liegt 21 km von Manizales entfernt. An die Gemeinde grenzen im Norden Aranzazu und Filadelfia, im Nordosten Salamina, im Osten Marulanda, im Süden Manizales, im Westen Anserma und im Nordwesten Quinchía im Departamento de Risaralda.

## Bevölkerung
Die Gemeinde Neira hat 31.399 Einwohner, von denen 17.132 im städtischen Teil (cabecera municipal) der Gemeinde leben (Stand 2019).

## Geschichte
Neira wurde 1842 von aus Antioquia stammenden Siedlern gegründet.

## Wirtschaft
Der wichtigste Wirtschaftszweig in Neira ist der Kaffeeanbau. Daneben spielt noch die Rinderproduktion eine Rolle. Früher war in Neira zudem die mittlerweile bankrotte Zementfirma Cementos de Caldas ansässig. In der Gemeinde wird die aus Panela hergestellte regionale Spezialität corchos produziert.

## Söhne und Töchter der Stadt
- Pedro José Rivera Mejía (1906–1987), römisch-katholischer Geistlicher
- Fabio de Jesús Morales Grisales (1934–2025), Bischof von Mocoa-Sibundoy (1999–2003) und Apostolischer Vikar von Sibundoy (1991–1999)